# 마누엘 우가르테
마누엘 우가르테 리베이로(스페인어: Manuel Ugarte Ribeiro, 2001년 4월 11일 ~ )는 우루과이의 축구 선수로 현재 잉글랜드 프리미어리그의 맨체스터 유나이티드에서 미드필더로 활동하고 있다.

## 어린 시절
몬테비데오에서 태어난 그는 지역 클럽 시티 파르크의 유소년 팀에서 축구를 시작했으며 페닉스의 청소년 팀에 합류하여 15세의 나이에 1군으로 승격되었다.

## 구단 경력

### 페닉스
그는 2016년 12월 4일, 다누비오와의 리그 경기에서 83분에 교체 출전하며 프로 데뷔전을 치렀다. 이로써 그는 21세기 우루과이에서 프로 선수로 활약한 최연소 선수(15세 233일)가 됐다.
그는 18세의 나이에 구단의 주장직에 임명되었고, 2019년 3월 10일 라싱 클루베를 상대로 2-0 승리를 거둔 경기에서 첫 골을 기록했다. 이후에도 그는 팀에서 57경기에 출전해 1골을 넣는 등 주축 선수로 활약했다.

### 파말리캉
2020년 12월 29일, 우가르테는 포르투갈 팀 파말리캉과의 5년 계약을 체결했다. 그는 2021년 1월 17일에 프리메이라리가 데뷔전을 치렀고, 해당 경기에서 산타클라라에서 2-0으로 승리했다. 그는 히우 아브를 상대로 1-0 승리를 거두며 파말리캉 소속으로 첫 골을 넣었다. 처음에는 교체 선수로 활약했지만 이후 점차 팀의 주전 선수로 자리잡았다.

### 스포르팅 CP
2021년 8월 9일, 그는 같은 리그의 스포르팅 CP와 5년 계약을 체결했다 그는 리그의 브라가와의 원정 경기에서 92분에 교체되어 스포르팅 CP 소속 데뷔전을 치렀다. 2022년 1월 2일에 스포르팅 소속으로 첫 골을 넣었고, 그의 전 소속팀인 파말리캉을 상대로 홈에서 2-1 승리를 거두었다.이후 부상 당한 주앙 팔리냐를 대신해서 점차 팀의 핵심 선수로 자리 잡았다.그는 2022-23 UEFA 챔피언스 리그 조별 예선의 아인트라흐트 프랑크푸르트와의 원정 경기에서 3-0으로 승리한 12개의 태클을 포함하여 34개로 가장 많은 태클과 인터셉트를 기록했다.

### 파리 생제르맹
2023년 7월 7일, PSG는 그가 2028년 6월 30일까지 5년 계약으로 팀에 합류했다고 공식 발표했다. 그는 8월 12일, 로리앙과의 0-0 무승부를 경기에서 데뷔전을 치렀다.

### 맨체스터 유나이티드
2024년 8월 31일, 오전 5시 30분쯤 맨체스터 유나이티드의 입단 오피셜이 발표되었다. 계약은 2029년 6월까지며 1년 연장 옵션이 있다고 한다.

## 국가대표 경력

### 연령별 대표팀
우가르테는 U-20 우루과이 대표팀 소속으로 총 5경기에 출전했으며, 2020 CONMEBOL 예비 올림픽 토너먼트의 23인 최종 명단에 포함되었다. 이 대회에서 그는 9경기 중 7경기에 출전했고, 브라질을 상대로 1-1 득점을 기록하며 우루과이를 3위로 마무리하는 데 도움을 주었다.

### A 대표팀
2021년 3월 5일, 우가르테는 아르헨티나와 볼리비아와의 2022년 FIFA 월드컵 예선 경기를 위한 우루과이 성인 대표팀의 35인 예비 명단에 이름을 올렸다. 그러나 CONMEBOL은 코로나19에 대한 우려로 다음날 해당 경기를 중단했다. 그는 2021년 9월 5일, 볼리비아와의 4-2로 승리한 경기에서 70분 교체 선수로 출전해 A대표팀에 데뷔했다.

## 플레이 스타일
처음에 그는 스트라이커로 뛰었지만, 이후 미드필더로 포지션을 변경했다.